# Liste der Minister des Ministerrats Osttimors

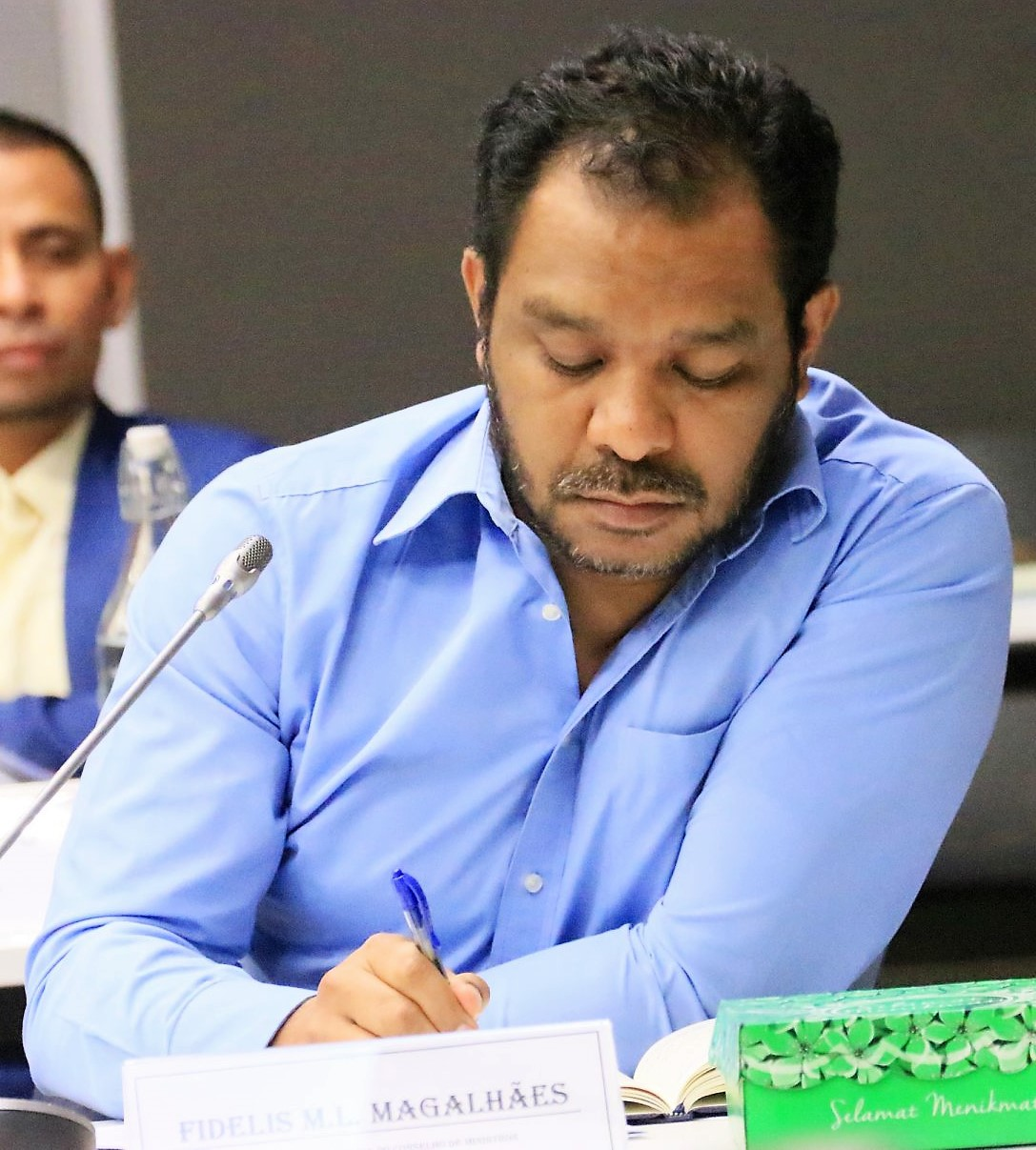
Fidelis Leite Magalhães, Minister 2020–2023

Dies ist eine Liste der Minister des Ministerrats Osttimors (portugiesisch Ministro do Conselho de Ministros, tetum Ministru Konsellu Ministrus) seit der Ausrufung der Unabhängigkeit 1975. Der Minister unterstützt den Premierminister im Vorsitz des Ministerrats und bei der Koordinierung der Regierung und übernimmt die Funktion des Sprechers der Regierung und des Ministerrats.
Die konkrete Bezeichnung der Minister variieren je nach Regierung. Zeitweise wurde das Amt auch Minister des Präsidiums des Ministerrates (portugiesisch Ministro da Presidência do Conselho de Ministros, tetum Ministru Prezidénsia Konsellu Ministrus) genannt. Einige Vorgänger hatten den Rang eines „Staatsministers“, der über den einfachen Ministern steht, in der Verfassung von Osttimor aber nicht definiert ist. In der V. Regierung hatte die Rolle ein Staatssekretär inne.
Zusätzlich werden die dem Ministerium des Ministerrats Osttimors zugeordneten Vizeminister und Staatssekretäre angegeben.

## Minister
| Minister                              |                                                             |               |                           |               |           |
| Regierung                             | Amt                                                         | Foto          | Name                      | Partei        | Amtszeit  |
| Regierung der FRETILIN/ Exilregierung | nicht besetzt                                               | nicht besetzt | nicht besetzt             | nicht besetzt | 1975–2000 |
| I UNTAET                              | nicht besetzt                                               | nicht besetzt | nicht besetzt             | nicht besetzt | 2000–2001 |
| II UNTAET                             | nicht besetzt                                               | nicht besetzt | nicht besetzt             | nicht besetzt | 2001–2002 |
| I.                                    | Ministerin für den Ministerrat                              |               | Ana Pessoa Pinto          | FRETILIN      | 2003–2005 |
| I.                                    | Minister für den Ministerrat                                |               | Antoninho Bianco          | FRETILIN      | 2005–2006 |
| II.                                   |                                                             |               | Antoninho Bianco          | FRETILIN      | 2006–2007 |
| III.                                  |                                                             |               | Antoninho Bianco          | FRETILIN      | 2007      |
| IV.                                   | nicht besetzt                                               | nicht besetzt | nicht besetzt             | nicht besetzt | 2007–2012 |
| V.                                    | nicht besetzt                                               | nicht besetzt | nicht besetzt             | nicht besetzt | 2012–2015 |
| VI.                                   | Staatsminister und Minister des Präsidiums des Ministerrats |               | Hermenegildo Ágio Pereira | CNRT          | 2015–2017 |
| VII.                                  | Minister des Präsidiums des Ministerrats                    |               | Adriano do Nascimento     | PD            | 2017–2018 |
| VIII.                                 | Staatsminister, Minister des Ministerrats MEPCM             |               | Hermenegildo Ágio Pereira | CNRT          | 2018–2020 |
| VIII.                                 | Minister des Präsidiums des Ministerrates MPKM              |               | Fidelis Leite Magalhães   | PLP           | 2020–2023 |
| IX.                                   | Minister des Ministerrats                                   |               | Hermenegildo Ágio Pereira | CNRT          | seit 2023 |

## Vizeminister
| Vizeminister |                                                   |      |                       |        |           |
| Regierung    | Amt                                               | Foto | Name                  | Partei | Amtszeit  |
| IX.          | Vizeminister für parlamentarische Angelegenheiten |      | Adérito Hugo da Costa | CNRT   | seit 2023 |

## Staatssekretäre
| Staatssekretäre                       |                                                 |               |                               |               |           |
| Regierung                             | Amt                                             | Foto          | Name                          | Partei        | Amtszeit  |
| Regierung der FRETILIN/ Exilregierung | nicht besetzt                                   | nicht besetzt | nicht besetzt                 | nicht besetzt | 1975–2000 |
| I UNTAET                              | nicht besetzt                                   | nicht besetzt | nicht besetzt                 | nicht besetzt | 2000–2001 |
| II UNTAET                             | Staatssekretär für den Ministerrat              |               | Gregório de Sousa             | FRETILIN      | 2001–2002 |
| I.                                    | Staatssekretär für den Ministerrat              |               | Gregório de Sousa             | FRETILIN      | 2002–2006 |
| II.                                   | Staatssekretär für den Ministerrat              |               | Gregório de Sousa             | FRETILIN      | 2006–2007 |
| III.                                  | Staatssekretär für den Ministerrat              |               | Gregório de Sousa             | FRETILIN      | 2007      |
| IV.                                   | nicht besetzt                                   | nicht besetzt | nicht besetzt                 | nicht besetzt | 2007–2012 |
| V.                                    | nicht besetzt                                   | nicht besetzt | nicht besetzt                 | nicht besetzt | 2012–2015 |
| VI.                                   | Staatssekretär für den Ministerrat              |               | Avelino Maria Coelho da Silva | parteilos     | 2015–2017 |
| VII.                                  | Staatssekretär für den Ministerrat und Medien   |               | Matias Freitas Boavida        | FRETILIN      | 2017–2018 |
| VIII.                                 | nicht besetzt                                   | nicht besetzt | nicht besetzt                 | nicht besetzt | 2018–2023 |
| IX.                                   | Staatssekretär für soziale Kommunikation SECOMS |               | Expedito Loro Dias Ximenes    | parteilos     | seit 2023 |
| IX.                                   | Staatssekretärin für Gleichberechtigung         |               | Elvina Sousa Carvalho         | PD            | seit 2023 |